# مولود نبی
«مولود نبی» ترانه‌ای فارسی است که در جشن‌های مولود علی بن ابی‌طالب و مهدی در ایران خوانده می‌شده‌است. شعر و آهنگ را برخی منابع به ظهیرالدوله و برخی دیگر به علی‌اکبر شیدا نسبت داده‌اند. این ترانه توسط حسینعلی نکیسا، خاطره پروانه و عبدالوهاب شهیدی اجرا شده‌است.